# Fannie Mae
Fannie Mae és una creació fonètica a partir de les seves inicials per a designar la Federal National Mortgage Association (FNMA) (NYSE: FNM), que significa Associació Federal Nacional Hipotecària. Era una empresa de capital obert, garantida pel govern dels Estats Units (Government-sponsored enterprise o GSE), autoritzada per a concedir i garantir préstecs.
En 2008 va ser intervinguda per la FHFA.